# Periphyllus tegmentosus
Periphyllus tegmentosus är en insektsart. Periphyllus tegmentosus ingår i släktet Periphyllus och familjen långrörsbladlöss. Inga underarter finns listade i Catalogue of Life.